# Istituto zooprofilattico sperimentale del Lazio e della Toscana "M. Aleandri"
L'Istituto zooprofilattico sperimentale del Lazio e Toscana "Mariano Aleandri" o IZSLT  con sede principale a Roma è uno dei dieci istituti zooprofilattici sperimentali italiani, è un ente sanitario di diritto pubblico, che controlla e vigila sulla sanità animale, degli alimenti di origine animale, sulla profilassi su talune patologie. L'Istituto è sottoposto alla vigilanza del Ministero della Salute.

## Storia
L’IZSLT nasce nel 1914 come Sezione Zooprofilattica presso l’Istituto Zootecnico Laziale di Roma per la lotta alle malattie infettive del bestiame; successivamente estese anche le sue competenze per la Toscana, con un decreto del Presidente della Repubblica nel 1952 diventa: Istituti Zooprofilattici Sperimentali del Lazio e della Toscana.
Nel 1960, grazie al contributo delle locali Camere di commercio, vennero istituite le sezioni di Arezzo, Rieti e Siena; sezioni che si aggiunsero alle già esistenti sezioni di Roma, Pisa, Firenze, Grosseto, Pistoia e Viterbo (in ordine di nascita).
Il 4 giugno 2014 in occasione della celebrazione del centenario dell’Istituto esso viene intitolato al Prof. Mariano Aleandri con il nome di Istituto Zooprofilattico Sperimentale del Lazio e della Toscana M. Aleandri.

## Funzioni

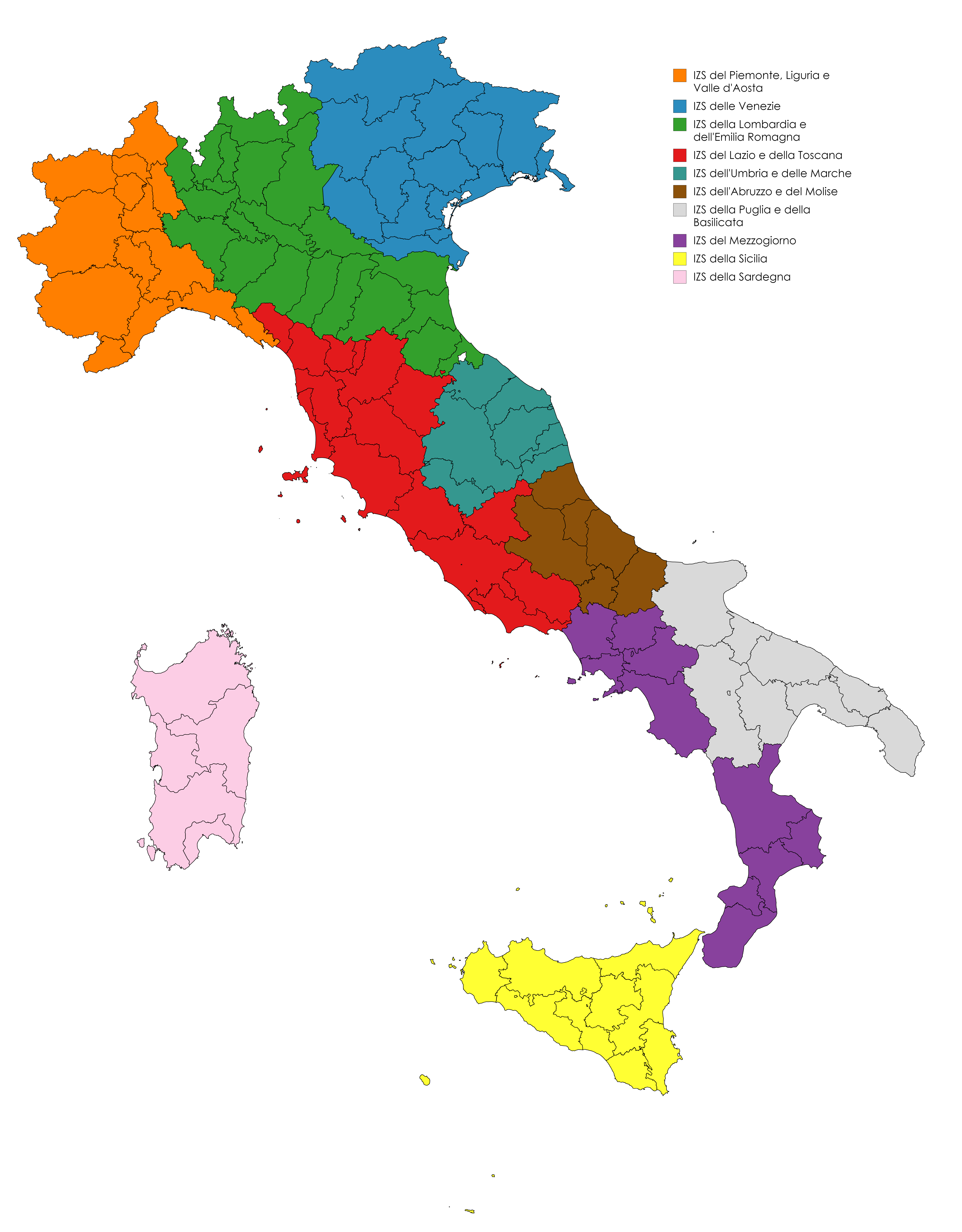
Suddivisione territoriale degli Istituti zooprofilattici sperimentali

Tra le funzioni ed attività dell'IZSLT abbiamo:
- il servizio diagnostico delle malattie degli animali e delle zoonosi, compresi gli accertamenti analitici ed il supporto tecnico-scientifico per le azioni di polizia veterinaria ed anche l’attuazione dei piani di eradicazione, profilassi e risanamento veterinario;
- l’esecuzione degli esami e delle analisi ufficiali sugli alimenti ed il supporto tecnico-scientifico ai servizi di sanità pubblica veterinaria delle Aziende Sanitarie Locali;
- l’esecuzione degli esami e delle analisi necessari all’attività di controllo della alimentazione animale;
- il supporto tecnico-scientifico all’azione di farmacovigilanza veterinaria;
- la ricerca sperimentale nel settore della sanità animale, dell’igiene degli alimenti ed in materia di igiene degli allevamenti e delle produzioni zootecniche;
- l’effettuazione di studi, sperimentazioni e produzione di tecnologie e metodiche necessarie al controllo della salubrità degli alimenti di origine animale e dell’alimentazione animale;
- la cooperazione tecnico-scientifica con le Facoltà di Medicina Veterinaria e con altri Istituti di ricerca, nazionali ed esteri;
- la sorveglianza epidemiologica nell’ambito della sanità animale, igiene degli alimenti di origine animale, igiene degli allevamenti e delle produzioni zootecniche;
- le verifiche sui rischi sanitari legati agli animali ed ai prodotti di origine animale;
- la formazione e l’aggiornamento dei medici veterinari, degli operatori sanitari e degli addetti al processo produttivo di alimenti di origine animale;
- la consulenza, assistenza ed informazione sanitaria agli allevatori ai fini della tutela del patrimonio zootecnico e per il miglioramento igienico delle produzioni;
- la  consulenza, assistenza ed informazione sanitaria alle aziende produttrici di alimenti di origine animale ai fini del miglioramento igienico delle produzioni;
- la produzione di terreni colturali, vaccini, autovaccini, presidi diagnostici e sanitari per il risanamento ed il miglioramento del comparto zootecnico,
- gli studi sul benessere animale e l’elaborazione ed applicazione di metodi alternativi all’impiego di modelli animali nella sperimentazione.

### Attività e collaborazioni scientifiche
L'IZSLT in collaborazione con l'Ente parco dei Castelli Romani ha, nel maggio 2018, iniziato un programma di ricerca e studio sulla presenza di lupi e/o cani ibridi presenti nell'parco. Il progetto è stato nominato “Avvio analisi molecolari genetiche su campioni biologici finalizzate al monitoraggio genetico della popolazione di Lupo nel Parco regionale dei Castelli Romani”. 
Il progetto prevede lo studio, grazie alle metodiche di genetica molecolare, di campioni biologici come peli, feci, saliva da morsi della fauna selvatica e/o domestica predata; al fine di determinare l’appartenenza alla popolazione di lupo appenninico o di cane domestico e di individuarne gli eventuali ibridi caratterizzandone la specie e il genotipo individuale. 
Per la prima volta nell'IZSLT è stato individuato un focolaio endemico ad alta circolazione nell'Italia centrale di Angiostrongylus vasorum presente in esami autoptici di 25 lupi del centro Italia. In precedenza l'isolamento del nematode era stata segnalata in soli tre esemplari di lupo; solitamente l'Angiostrongylus vasorum è ritrovato nel cuore e nei vasi polmonari di cani e carnivori selvatici.
Ricercatori dell'IZSLT, insieme a ricercatori del Interuniversity Consortium Istituto Nazionale Biostrutture e Biosistemi (INBB) di Roma e dell'Università degli Studi Roma Tre, hanno documentato e validato un nuovo metodo di saggio microbiologico per il latte vaccino il: Micro Biological Survey (MBS). Questo è un metodo alternativo per la determinazione della carica batterica totale vitale nel latte crudo di vacca; rispetto al saggio ufficiale per il conteggio del numero di unità formanti colonie nei campioni di latte secondo l'International Organization for Standardization (ISO) n. 4833-1: 2013.
I risultati ottenuti con il metodo MBS ne evidenziano le potenzialità come valido strumento alternativo per analisi microbiologiche affidabili nelle industrie lattiero-casearie.
Presso l'IZSLT per la prima volta in Italia è stato identificata un'infezione di Giardia microti in due esemplari di animali di compagnia: due roditori della famiglia dei Cricetidae (Microtus guentheri) di origine olandese.

## Centro di referenza nazionale nel settore veterinario
L'IZSLT "M. Aleandri" è Centro di referenza nazionale nel settore veterinario o CRN in vari ambiti della medicina veterinaria.
Infatti, l'IZSLT "M. Aleandri" è dal 2005 Centro di referenza nazionale per la qualità del latte e dei prodotti derivati degli ovini e dei caprini.
Inoltre, l'IZSLT “M. Aleandri” è il Centro di Referenza Nazionale per la ricerca di OGM ed anche il Centro di Referenza Nazionale per la ricerca degli OGM (CROGM).
L'IZSLT è Centro Nazionale di riferimento per le Malattie degli equini (CeRME) ed è anche Centro Nazionale di riferimento per l'anemia infettiva equina (CRAIE); fornendo, tra le altre attività, agli altri istituti zooprofilattici sperimentali e agli altri enti di ricerca le informazioni relative alle novità nel settore specialistico;
Lo stesso Istituto è, dal 2004, Laboratorio Nazionale di Riferimento per il controllo dell’azione dei vaccini antirabbici collaborando con il Rabies Serology Proficiency Test organizzato dal Centro di Referenza dell’OIE – ANSES, Nancy, Francia.

## Cronotassi dei direttori
- Dott. Giulio Alessandrini
- Prof. Vittorio Zavagli
- Prof. Enzo Fontanelli
- Prof. Mariano Aleandri
- Dott. Riccardo Forletta
- Dott. Gian Luca Autorino
- Dott. Nazareno Renzo Brizioli
- Dott. Francesco Cancellotti
- Dott. Remo Rosati
- Dott. Ugo Della Marta

### Normativa di riferimento
- Legge 23 giugno 1970, n. 503, in materia di "Ordinamento degli Istituti Zooprofilattici Sperimentali"
- Legge 11 marzo 1974, n. 101, in materia di "Modifica della legge 23 giugno 1970, n. 503, sull’ordinamento degli istituti zooprofilattici sperimentali"
- Legge 23 dicembre 1975, n. 745, in materia di "Trasferimento di funzioni statali alle regioni e norme di principio per la ristrutturazione regionalizzata degli istituti zooprofilattici sperimentali"
- Legge 7 marzo 1985, n. 97, in materia di "Trattamento normativo del personale degli istituti zooprofilattici sperimentali"
- Decreto del presidente della Repubblica 8 luglio 1986, n. 662, in materia di "Equiparazione delle qualifiche del personale degli istituti zooprofilattici sperimentali a quelle del personale del Servizio sanitario nazionale, ai sensi dell’art. 2 della legge 7 marzo 1985, n. 97"
- Legge 23 ottobre 1992, n. 421, in materia di "Delega al Governo per la razionalizzazione e la revisione delle discipline in materia di sanita', di pubblico impiego, di previdenza e di finanza territoriale"
- Decreto legislativo 30 dicembre 1992, n. 502, in materia di "Riordino della disciplina in materia sanitaria, a norma dell'articolo 1 della legge 23 ottobre 1992, n. 421"
- Decreto legislativo 30 giugno 1993, n. 270, in materia di "Riordinamento degli istituti zooprofilattici sperimentali, a norma dell'art. 1, comma 1, lettera h), della legge 23 ottobre 1992, n. 421"
- Decreto ministeriale 16 febbraio 1994, n. 190, in materia di "Regolamento recante norme per il riordino degli istituti zooprofilattici sperimentali, in attuazione dell'art. 1, comma 5, del decreto legislativo 30 giugno 1993, n. 270"
- Decreto legislativo 31 marzo 1998, n. 112, in materia di "Conferimento di funzioni e compiti amministrativi dello Stato alle regioni ed agli enti locali, in attuazione del capo I della legge 15 marzo 1997, n. 59"
- Decreto legislativo 19 giugno 1999, n. 229, in materia di "Norme per la razionalizzazione del Servizio sanitario nazionale, a norma dell'articolo 1 della legge 30 novembre 1998, n. 419"
- Decreto legislativo 28 giugno 2012, n. 106, in materia di "Riorganizzazione degli enti vigilati dal Ministero della salute, a norma dell'articolo 2 della legge 4 novembre 2010, n. 183"